# Afghanische Badmintonnationalmannschaft
Die afghanische Badmintonnationalmannschaft (paschtunisch د افغانستان د بیډمنټن ملي لوبډله) repräsentiert Afghanistan in internationalen Badmintonwettbewerben. Es gibt separate Nationalmannschaften für Junioren, Damen und Herren. Erstmals trat das Nationalteam 1974 an. Es repräsentiert die Afghanistan Badminton Federation.

## Teilnahme an BWF-Wettbewerben

### Thomas & Uber Cup
| Thomas Cup  | Thomas Cup      |             | Uber Cup        | Uber Cup |
| Jahr        | Ergebnis        | Jahr        | Ergebnis        |          |
| ----------- | --------------- | ----------- | --------------- | -------- |
| 1949 – 2022 | nicht gestartet | 1957 – 2022 | nicht gestartet |          |

### Sudirman Cup
| Sudirman Cup | Sudirman Cup    |
| ------------ | --------------- |
| 1989 – 2021  | nicht gestartet |

### Asienmeisterschaften
| 1962 – 2023 | nicht gestartet | 2016 – 2022 | nicht gestartet | 2016 – 2022 | nicht gestartet |

Suhandinata Cup
| Jahr | Resultat                               |
| ---- | -------------------------------------- |
| 2014 | Gruppe Y2 – zurückgezogen – 34. von 35 |

## Südasienspiele
| Herrenteam | Herrenteam      |      | Damenteam       | Damenteam |
| Jahr       | Resultat        | Jahr | Resultat        |           |
| ---------- | --------------- | ---- | --------------- | --------- |
| 2004       | nicht gestartet | 2004 | nicht gestartet |           |
| 2006       | nicht gestartet | 2006 | nicht gestartet |           |
| 2010       | nicht gestartet | 2010 | nicht gestartet |           |
| 2016       | Gruppenphase    | 2016 | Gruppenphase    |           |
| 2019       | nicht gestartet | 2019 | nicht gestartet |           |

## Nationalspieler
Herren
- Hasibullha Nazari
- Nematullah Habibi
- Najibullah Yousufi
- Elyas Gharman
- Sabawoon Gulzad

Damen
- Shabana Afshar
- Lidaa Saraj
- Zainab Yari